# Josef Labor
Josef Labor, né le 29 juin 1842 à Hořovice, en Bohême − mort le 26 avril 1924 à Vienne, est un compositeur, pianiste, organiste et pédagogue autrichien.